# Праздники Финляндии
Праздники Финляндии (фин. Suomen juhlapäivät) — официальные праздничные дни в Финляндии.

## Государственные праздники Финляндии (выходные дни)
| Дата                                      | Русское название                                     | Местное название (на финском)  | Местное название (на шведском) | Примечания |
| 1 января                                  | Новый год                                            | Uudenvuodenpäivä               | Nyårsdagen                     | |
| 6 января                                  | Богоявление или Крещение                             | Loppiainen                     | Trettondedagen                 | Следующая красная дата финского календаря — Эпифания или Богоявление, традиционный католический праздник, тесно связанный с тремя основными евангельскими событиями — Рождеством Христовым, поклонением волхвов и Крещением Христа в Иордане. Поскольку Рождество празднуется отдельно, 25 декабря, основной акцент Эпифании переносится на Крещение. |
| Великая Пятница                           | Великая пятница                                      | Pitkäperjantai                 | Långfredagen                   | Пятница перед Пасхой |
| 6—9 апреля Пасха                          | Пасха                                                | Pääsiäispäivä                  | Påskdagen                      | На этот праздник приходится 4 выходных — с пятницы по понедельник |
| Светлый Понедельник                       | Светлый Понедельник                                  | 2. pääsiäispäivä               | Andra påskdagen                | Понедельник после Пасхи |
| 1 мая Праздник весны «Вапунпяйвя»         | Вальпургиева ночь или Праздник весны, он же Первомай | Vappu                          | Valborgsmässoafton             | Первое мая для финнов, прежде всего, это праздник весеннего сева — день Ваппу (Vapunaatto). Ассоциироваться с Первомаем — праздникам всех трудящих, он стал гораздо позже, в советское время. Ваппу — это языческий праздник викингов, призванный оградить будущие посевы от вреда, который могли нанести злые духи и души покойников.                |
| Вознесение                                | Вознесение                                           | Helatorstai                    | Kristi himmelfärds dag         | 40-й день после Пасхи В четверг, на сороковой день после Пасхи, финны отмечают Хелаторстай или Вознесение Христово. Этот религиозный праздник посвящён вознесению Христа на небо и обетованию о втором пришествии Спасителя. |
| конец мая                                 | Троица или Пятидесятница                             | Helluntaipäivä                 | Pingst                         | 50 день после Пасхи В воскресенье, на пятидесятый день после Пасхи, католики и лютеране празднуют Сошествие Святого Духа (лютеранскую Пятидесятницу). |
| Пятница в период 19—25 июня               | Летнее солнцестояние                                 | Juhannusaatto                  | Midsommarafton                 | Неофициальный — нерабочий день по постановлению 162/2005 |
| Суббота в период 20 и 26 Июня             | Иван Купала (Юханнус)                                | Juhannuspäivä                  | Midsommardagen                 | Переносится с 24 июня Юханнус, Уконюхла или Иванов день — второй по размаху и значимости праздник в Финляндии, уступающий только Рождеству. Отсюда и одно из названий торжества — Кесяйоулу, буквально — «Летнее Рождество». |
| Суббота в период с 31 октября по 6 ноября | День всех святых                                     | Pyhäinpäivä                    | Alla helgons dag               | День всех святых, более известный как Хэллоуин, пришел в Финляндию в 1835 году. Отмечают этот праздник в субботу в период с 31 октября по 6 ноября . В 2018 году этот день выпадает на 3 ноября. |
| 6 декабря                                 | День независимости                                   | Itsenäisyyspäivä               | Självständighetsdagen          | День независимости Финляндии имеет для местных жителей большое значение. В этот день все проникаются чувством глубокого патриотизма. В городах проходят парады военных сил страны, организовываются марши и шествия. |
| 24 декабря                                | Сочельник                                            | Jouluaatto                     | Julafton                       | Неофициальный — нерабочий день по постановлению 162/2005 Рождество для финнов — самый важный праздник в году. Ещё до принятия христианства, в конце декабря финны праздновали Joulu — день зимнего солнцестояния, торжество тепла и света. Позже Joulu объединили с Рождеством Христовым и стали отмечать в ночь с 24-го на 25-е декабря.             |
| 25 декабря                                | Рождество                                            | Joulupäivä                     | Juldagen                       | |
| 26 декабря                                | День св. Стефана                                     | 2. joulupäivä или tapaninpäivä | Andra juldagen                 | |
| Все воскресные дни                        |                                                      | Sunnuntai                      | Söndag                         | Официальные выходные — названия в соответствии с литургическим годом |

## Национальные праздники Финляндии (рабочие дни)
- 5 февраля — День Рунеберга. Присуждение литературной награды — премии Рунеберга.[2]
- 11 февраля — День «номера службы спасения 112».[3]
- 14 февраля — вместо привычного Дня святого Валентина, в Финляндии отмечают День друзей.
- 21 февраля — финны празднуют «Жирный вторник» (Laskiainen).
- 28 февраля — День народного эпоса «Калевалы».
- 8 марта — традиционно в Финляндии празднуют Международный женский день.
- 19 марта — День равноправия или «День Минны Кант».
- 9 апреля — на этот день приходится День Микаэля Агриколы или День финского языка.
- 23 апреля — День книги и розы. Присуждение литературных премий и наград[4][5]
- 27 апреля — Национальный день ветеранов. День окончания т. н. Лапландской войны 1945 года и чествование ветеранов[6].
- 9 мая — День Европы (поднимают национальный флаг).
- 12 мая — «День Снелльмана», или «День финского самосознания[фин.]»[7].
- Второе воскресенье мая — День матери.
- Третье воскресенье мая — День памяти погибших.
- 4 июня — День финского флага и День знамени Оборонительных сил Финляндии (утверждён в качестве государственного в 1942 году). В этот день вручаются награды и производятся в высшие чины офицеры и резервисты[8].
- 6 июля — отмечается День Эйно Лейно.
- 27 июля — День сони, восходящий своими корнями в Средневековье день памяти семи отроков Ефесских.[9]
- 10 октября — День Алексиса Киви и финской литературы.[10]
- 24 октября — Международный день Организации Объединенных Наций.
- 6 ноября — День шведской культуры[11].
- Второе воскресенье ноября — День отца[12].
- 8 декабря — День Яна Сибелиуса и финской музыки (утверждён в качестве государственного в 2011 году).[13]
- 13 декабря — День Лючии.

## Поднятие флага в праздники
Флаг Финляндии поднимают в государственные праздники (например, в День независимости, Ваппу (1 мая) — всего их шесть, а также в дни выборов и инаугурации президента. Также существуют праздники, поднятие флага в дни которых было назначено Министерством внутренних дел Финляндии (например, День Европы, День финской литературы, День равноправия). В большинстве муниципалитетов и коммун также поднимают флаг и в другие праздничные дни (например — День народного эпоса «Калевалы», День финского языка, День финской литературы, День ООН и т. д.). Вообще в Финляндии стало традицией поднимать флаг на все праздничные дни. При этом флаги поднимаются как частными домовладельцами, так и по всему городу, включая государственные учреждения.